# Arawat Sabiejew
Arawat Siergiejewicz Sabiejew (ros. Арават Сергеевич Сабеев; ur. 24 września 1968) – radziecki, a od 1992 roku niemiecki zapaśnik startujący w stylu wolnym. Dwukrotny olimpijczyk. Brązowy medalista z Atlanty 1996 i dziewiąty w Sydney 2000. Walczył w kategorii 97 – 100 kg.
Mistrz świata w 1994, a drugi w 1995.  Zdobył sześć medali na mistrzostwach Europy w latach 1989 – 2000. Srebrny medalista igrzysk wojskowych w 1999 i wojskowych MŚ z 2000. Wygrał igrzyska bałtyckie w 1997. Drugi w Pucharze Świata w 1997 i piąty w 1999.
Wicemistrz ZSRR w 1988.
Czterokrotny mistrz Niemiec w latach: 1993, 1995, 1996 i 1997, a drugi w 1994 i 1999 roku.